# Aristide Rinaldini
Aristide Rinaldini (Montefalco, 5 febbraio 1844 – Roma, 11 febbraio 1920) è stato un cardinale e arcivescovo cattolico italiano.

## Biografia
Aristide Rinaldini nacque il 5 febbraio 1844 a Montefalco, delegazione apostolica ed arcidiocesi di Spoleto, allora nello Stato Pontificio (oggi Italia).

### Ministero sacerdotale
Ricevette l'ordinazione sacerdotale il 6 giugno 1868 a Roma; ventiquattrenne, si è incardinato come presbitero della medesima diocesi. Entrato nel servizio diplomatico della Santa Sede, svolse incarichi presso le nunziature in Portogallo e Belgio.
L'11 agosto 1887, quarantatreenne, venne nominato internunzio apostolico nei Paesi Bassi; succedette a Francesco Spolverini, trasferito come internunzio in Brasile. Nel gennaio 1891, quarantaseienne, ricevette anche l'incarico di primo internunzio apostolico in Lussemburgo.
Il 31 maggio 1893 papa Leone XIII lo nominò, quarantanovenne, segretario della Cifra e sostituto per gli Affari Generali della Segreteria di Stato; succedette a Mario Mocenni, creato cardinale il 16 gennaio precedente.

### Ministero episcopale
Il 14 agosto 1896 papa Leone XIII lo nominò, cinquantaduenne, nunzio apostolico in Belgio, succedendo a Benedetto Lorenzelli, trasferito a capo della nunziatura apostolica in Baviera; contestualmente gli è stata la sede arcivescovile titolare di Eraclea di Europa. Ricevette la consacrazione episcopale il 30 agosto seguente, presso la Basilica di Sant'Agostino in Campo Marzio a Roma, per imposizione delle mani del cardinale Mariano Rampolla del Tindaro, Segretario di Stato di Sua Santità ed arciprete della Basilica di San Pietro in Vaticano, assistito dai co-consacranti monsignori Guglielmo Pifferi, O.E.S.A., vescovo titolare di Porfireone e sacrista del Palazzo apostolico, e Vincenzo Giuseppe Veneri, vescovo di Amelia; durante la stessa cerimonia ricevette l'ordinazione episcopale anche il futuro cardinale Sebastiano Martinelli, O.E.S.A.
Il 28 dicembre 1899 papa Leone XIII lo trasferì, cinquantacinquenne, a capo della nunziatura apostolica in Spagna; succedette a Giuseppe Francica-Nava de Bondifè, creato cardinale il precedente 18 giugno. Ricoprì questo incarico fino alla promozione al cardinalato.

### Cardinalato
Papa Pio X lo elevò al rango di cardinale nel concistoro del 15 aprile 1907, all'età di sessantatré anni; il 19 dicembre seguente gli venne assegnato il titolo cardinalizio di San Pancrazio, vacante dal 15 febbraio 1906, giorno della morte del cardinale Achille Manara, arcivescovo di Ancona e Numana.
Il 2 dicembre 1912 venne nominato camerlengo del Collegio Cardinalizio, succedendo al cardinale Rafael Merry del Val; ricoprì tale ufficio fino al 25 maggio 1914, quando gli succedette il cardinale Pietro Gasparri.
Dopo la morte di papa Pio X, prese parte al conclave del 1914, che si concluse con l'elezione al soglio pontificio del cardinale Giacomo della Chiesa con il nome di Benedetto XV.
Il 19 agosto 1915 venne nominato, settantunenne, cardinale protettore dell'Almo Collegio Capranica, di cui egli stesso era stato studente; succedette al defunto cardinale Serafino Vannutelli e ricoprì tale incarico fino alla morte.
Morì l'11 febbraio 1920 a Roma, all'età di 76 anni. Al termine dei solenni funerali, la salma venne tumulata nella Cappella del Capitolo Vaticano presso il Cimitero del Verano a Roma.

## Genealogia episcopale e successione apostolica
La genealogia episcopale è:
- Cardinale Scipione Rebiba
- Cardinale Giulio Antonio Santori
- Cardinale Girolamo Bernerio, O.P.
- Arcivescovo Galeazzo Sanvitale
- Cardinale Ludovico Ludovisi
- Cardinale Luigi Caetani
- Cardinale Ulderico Carpegna
- Cardinale Paluzzo Paluzzi Altieri degli Albertoni
- Papa Benedetto XIII
- Papa Benedetto XIV
- Papa Clemente XIII
- Cardinale Bernardino Giraud
- Cardinale Alessandro Mattei
- Cardinale Pietro Francesco Galleffi
- Cardinale Giacomo Filippo Fransoni
- Cardinale Carlo Sacconi
- Cardinale Edward Henry Howard
- Cardinale Mariano Rampolla del Tindaro
- Cardinale Aristide Rinaldini

La successione apostolica è:
- Arcivescovo José María Salvador y Barrera (1902)
- Vescovo Juan Torres y Rivas (1902)
- Vescovo Julián Miranda y Ristuer (1904)
- Vescovo Félix Soto y Mancera (1905)
- Vescovo Luis José María Amigó y Ferrer, O.F.M.Cap. (1907)